# Зиґмунт Фоґель
Зиґмунт Фоґель знаний як Пташок (пол. Zygmunt Vogel; 15 червня 1764, Волчин (нині Кам'янецький район Берестейської області, Білорусь) — 20 квітня 1826, Варшава) — польський художник, графік, пейзажист, педагог.

## Життєпис
Народився в сім'ї кухмістра князя Міхала Фридерика Чарторийського. У зв'язку з тим, що Зиґмунт Фоґель рано втратив батьків, опіку над ним взяв на себе князь, який зайнявся його освітою. За протекцією графа Станіслава Костки Потоцького Зиґмунт Фоґель в 1780 році був прийнятий в королівську школу живопису у Варшаві. Під час навчання зазнав впливу творчості майстра міського пейзажу, художника Бернардо Беллотто. Саме з цього часу, основною темою його робіт стало зображення архітектурних споруд, міських видів і пейзажів. При створенні своїх полотен Фоґель майже не користувався олійними фарбами, працюючи аквареллю, тушшю і олівцем.
З 1787 року на доручення короля Станіслава Августа Понятовського, він здійснив ряд поїздок по країні, збираючи історичні дані і виконуючи замальовки руїн замків, видів міст, палаців і житлових будинків. За час цих поїздок художник підготував альбом з 63 акварелей і малюнків. Картини Фоґеля володіють не тільки художньою, але і великою документально-історичною цінністю. Частина робіт Зиґмунта Фоґеля була опублікована у вигляді офортів Яном Фреєм.
У 1808—1826 роках Зиґмунт Фоґель жив у палаці Красінських на Краківському передмісті Варшави поряд із Варшавським університетом та Академією красних мистецтв.
Як земляк короля Станіслава Понятовського був популярним у його колах. Відвідував щотижневі четвергові обіди столичних інтелектуалів, влаштовані королем.
Після від'їзду короля Понятовського в Санкт-Петербург, працював викладачем Варшавського ліцею, а з 1817 року очолив кафедру перспективи Департаменту красних мистецтв Варшавського університету.
Похований на лютеранському кладовищі Варшави.

## Галерея

Окремі роботи Зиґмунта Фоґеля
Почаїв, 1791
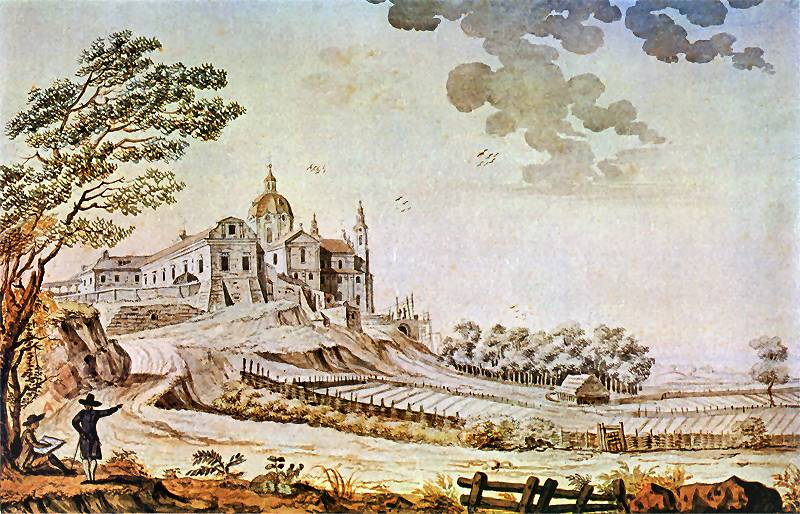
Почаїв, 1791
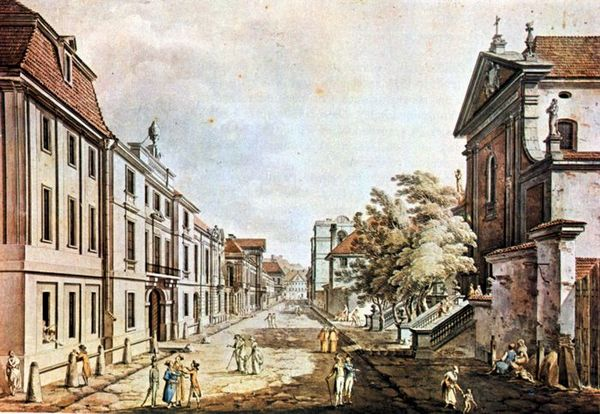
Вулиця Мьодова у Варшаві, 1795
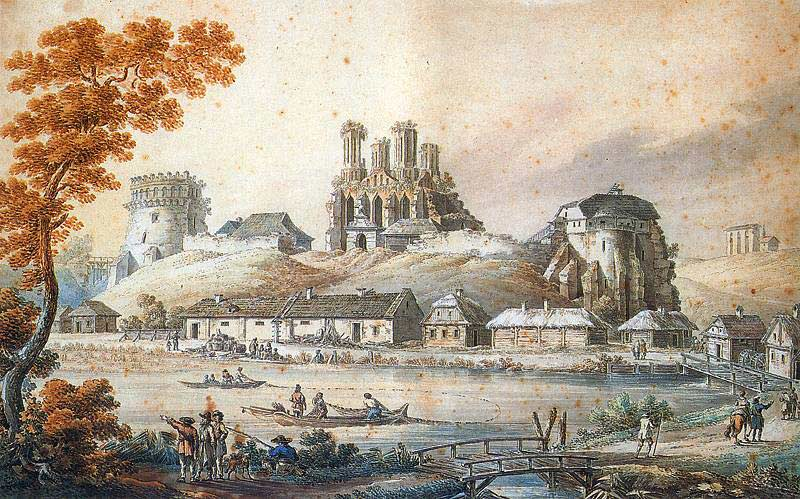
Острозький замок, 1796
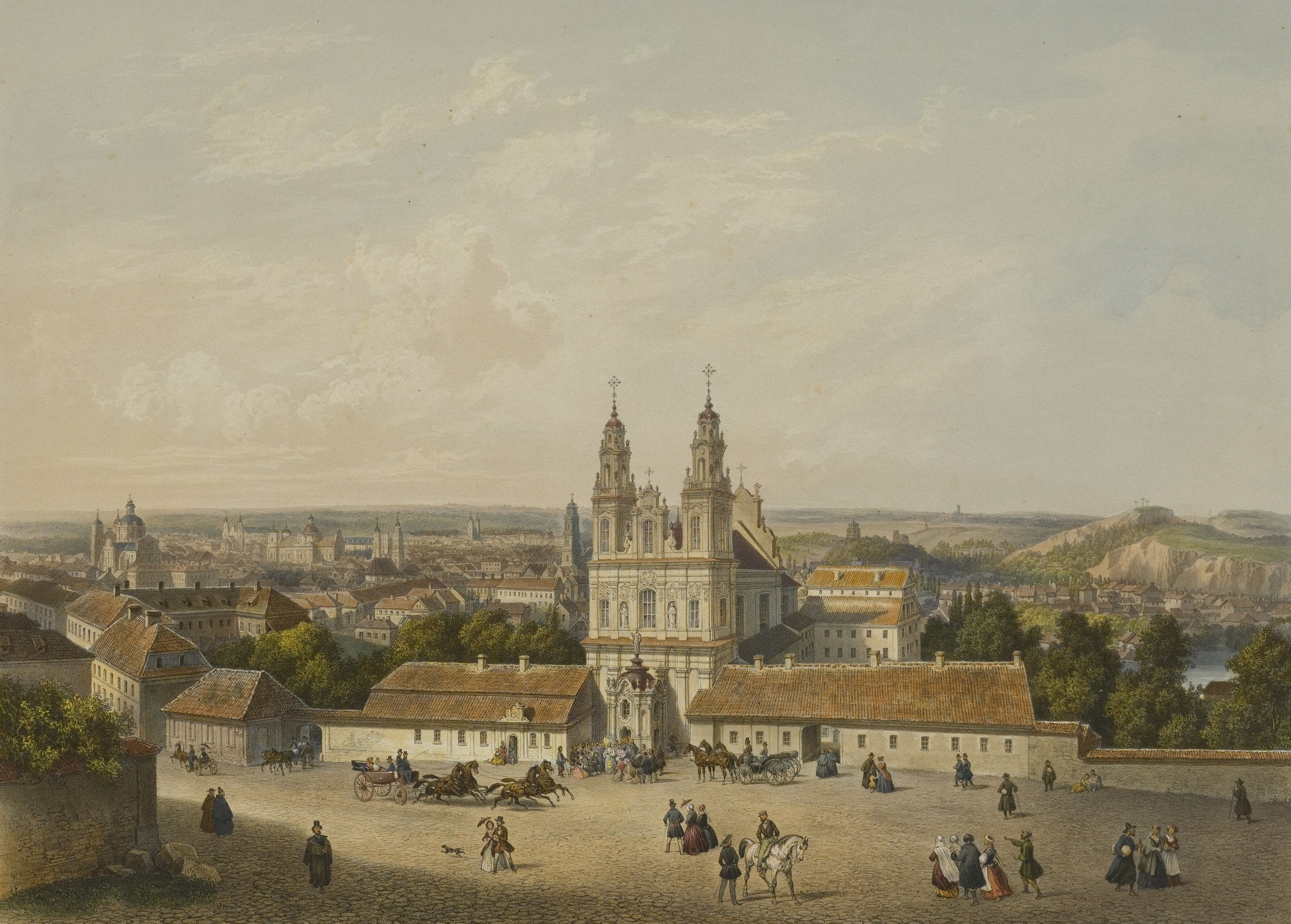
Панорама Вільна, ХІХ ст.
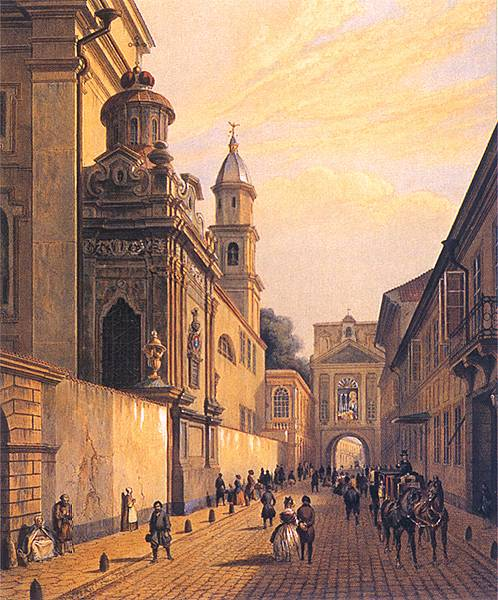
Остра брама у Вільно
Церква святої Анни у Вільно, ХІХ ст.
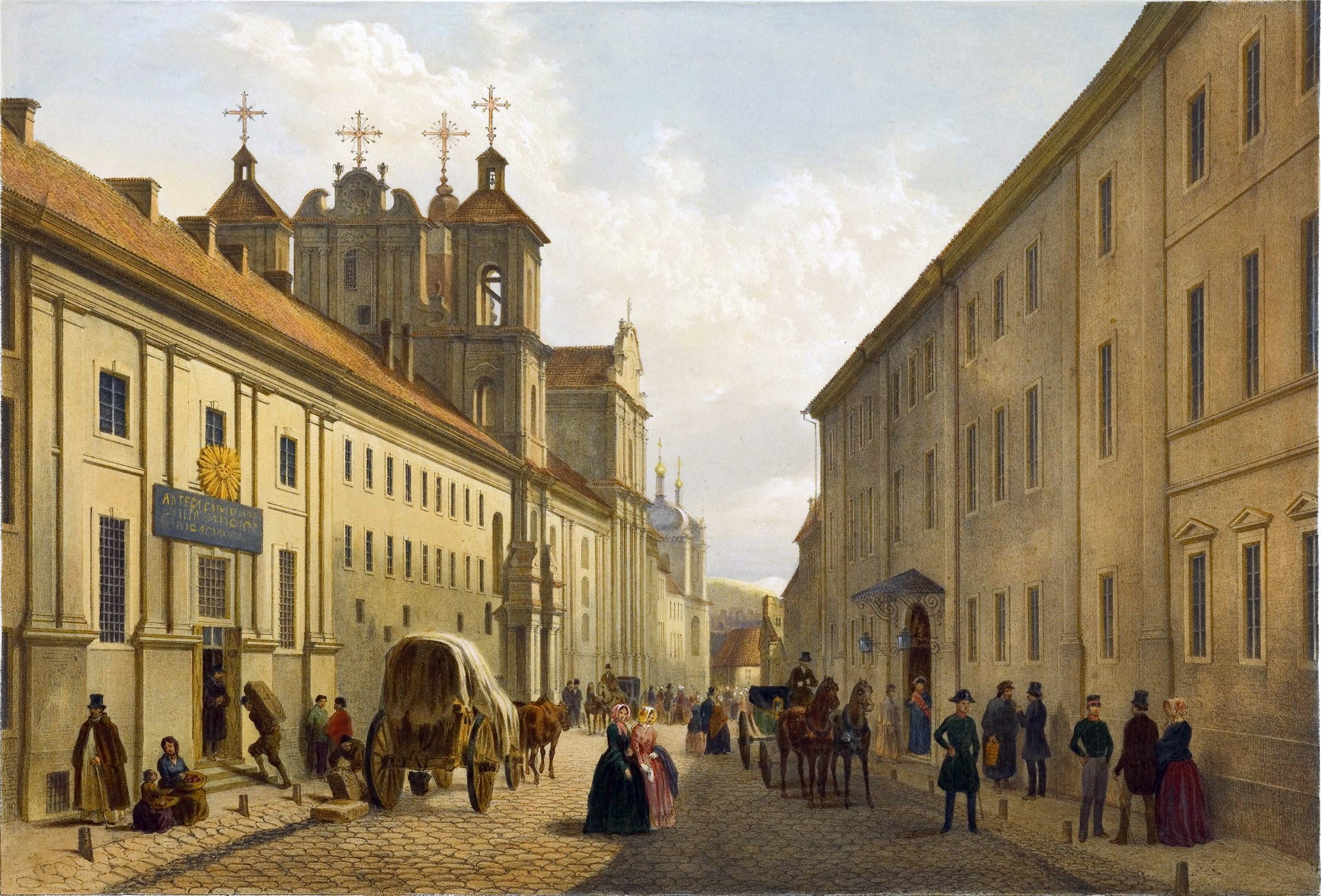
Вулиця Вільна, ХІХ ст.